# Eznis Airways
Eznis Airways LLC (in mongolo: Изинис Эйрвэйз ХХК) è una compagnia aerea di linea e charter con sede a Ulan Bator, in Mongolia. Un tempo era una delle più grandi compagnie aeree del paese con servizi verso numerosi punti nazionali e una rotta internazionale verso Hong Kong e la Russia. Aveva anche l'autorizzazione per servizi internazionali verso il Kazakistan, che tuttavia non operava. La compagnia aerea aveva cessato tutte le operazioni nel 2014, ma sono riprese poi nel 2019. Lo slogan dell'azienda è Fly easy, Fly smart!

## Storia
Nel 2004, il Gruppo Newcom ha intrapreso una ricerca di fattibilità per l'avvio di nuovi servizi di trasporto aereo nazionale in Mongolia: nel gennaio 2006 ha fondato Eznis Airways, una sussidiaria interamente controllata. Eznis ha ottenuto il certificato di operatore aereo (AOC) n. 11 dall'Autorità per l'aviazione civile mongola (MCAA) e ha lanciato il suo servizio inaugurale il 6 dicembre 2006.
Nel luglio 2008, Eznis Airways ha lanciato il sistema di prenotazione computerizzata Radixx: la compagnia aerea ha introdotto la prenotazione via Internet per tour operator, agenzie di viaggio e pubblico in generale.
Eznis Airways ha acquisito una posizione dominante nel mercato del trasporto aereo nazionale della Mongolia e ha trasportato il suo 100.000º passeggero nel novembre 2008.
La compagnia ha iniziato i suoi primi servizi di linea internazionali per Hailar, in Cina, nell'agosto 2009. Nel marzo 2010 ha iniziato ad effettuare scali a Choibalsan nella provincia di Dornod in Mongolia. Lanciata nel giugno 2010, Ulan-Ude, in Russia, è stata la seconda destinazione internazionale.
Eznis Airways LLC ha cessato tutte le operazioni dal 22 maggio 2014 a causa delle difficoltà finanziarie e della situazione del settore aereo dopo il fallimento delle misure di ristrutturazione negli ultimi due anni.
Eznis Airways, con un nuovo gruppo di proprietà, ha rilanciato i servizi nel secondo trimestre del 2019, operando un Boeing 737-700 su rotte internazionali. Un secondo velivolo dello stesso tipo è stato noleggiato alla nigeriana Arik Air nell'agosto 2021.

## Flotta

### Flotta attuale
A giugno 2023 la flotta di Eznis Airways è così composta:

### Flotta storica
Eznis Airways operava in precedenza con i seguenti aeromobili: